# FC Gornyak Uchaly
El FC Gornyak Uchaly (del ruso: ФК «Горняк» Учалы) es un club de fútbol ruso de la ciudad de Uchaly, fundado en 2005. El club disputa sus partidos como local en el estadio Gornyak y juega en la segunda división, el tercer nivel en el sistema de ligas ruso.

## Jugadores
Actualizado al 5 de septiembre de 2012, según RFS (enlace roto disponible en Internet Archive; véase el historial, la primera versión y la última)..